# Pteragogus taeniops
Pteragogus taeniops är en fiskart som först beskrevs av Peters, 1855.  Pteragogus taeniops ingår i släktet Pteragogus och familjen läppfiskar. IUCN kategoriserar arten globalt som livskraftig. Inga underarter finns listade i Catalogue of Life.